# Issaku
Issaku és un poble del municipi de Kastre, al comtat de Tartu, Estònia, amb una població de 57 habitants (cens de 2019) en una superfície de 2,85 km2. Se situa al sud del comtat i del riu Emajõgi i a l'oest del llac Peipus i de la frontera amb Rússia.